# Hans Silvester

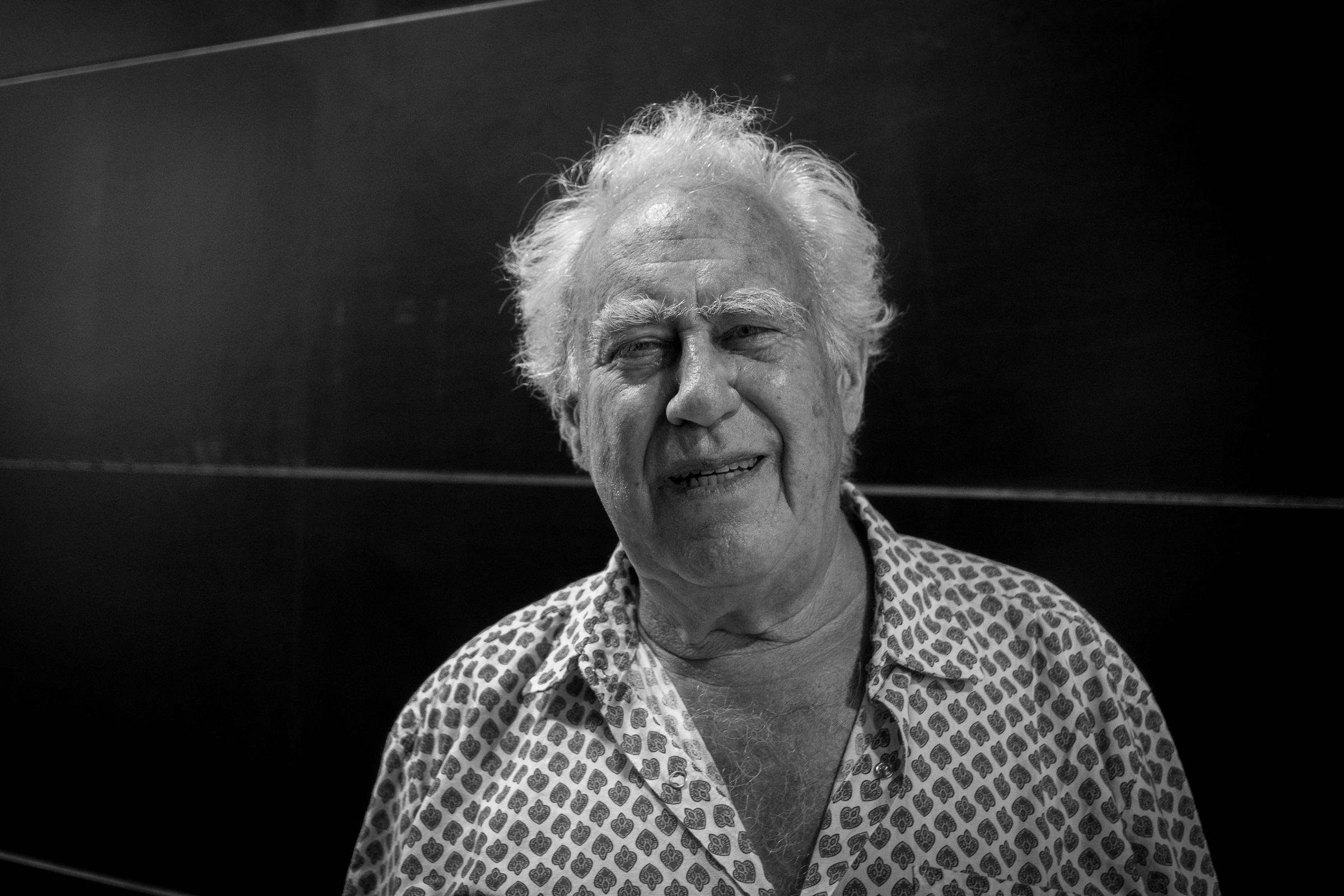
Hans Silvester (2019)

Hans Silvester (* 2. Oktober 1938 in Lörrach) ist ein deutscher Fotograf und Umweltaktivist.

## Leben
Hans Silvesters Fotografenkarriere begann mit seiner ersten Kamera, die er von seinen Eltern zum 14. Geburtstag geschenkt bekam. Seine Leidenschaft für die Fotografie verband er mit seinem Interesse an Reisereportagen. Nach dem Studienabschluss in Fotografie an der Gewerbeschule Freiburg im Jahre 1955 reiste er durch ganz Europa, vor allem in die Camargue. Dort entstand 1960 als erster Erfolg seine Reportage mit Texten von Jean Giono.
Im Jahr 1962 ließ er sich in der Provence im Dorf Lioux nieder, von wo er weiterhin um die Welt reist: Südamerika (für einen Bericht humanitärer Natur), Vereinigte Staaten (wo er sechs Monate blieb), Mittelamerika, Japan, Portugal, Ägypten, Tunesien, Ungarn, Peru, Italien und Spanien.
Der französischen Foto-Agentur Rapho trat er im Jahr 1965 bei und eröffnete 1977 mit einem Bericht über ein Dorf im französischen Baskenland die erste Ausgabe vom Magazin Geo. Silvester ist sowohl Naturfotograf zu verschiedenen Themen wie etwa Tauben, Pferde in der Camargue, Vögel, Katzen und Hunde von den griechischen Inseln, als auch Fotograf alter Traditionen wie Pétanque, Vogelscheuchen, Drachen.
Seit 1980 nutzt Silvester seine Arbeit, um sich für Umweltbelange einzusetzen. Er fotografierte alle Naturparks in Europa, prangerte die verheerenden Auswirkungen der Abholzung im Amazonas an, veröffentlichte unter dem Titel la rivière assassinée in Geo einen Bericht über den Fluss Calavon, der in Frankreich traurige Berühmtheit durch seine Industrieverschmutzung in Apt bekam und protokollierte fotografisch die Abholzung nordamerikanischer Wälder.
In letzter Zeit arbeitete Silvester vor allem an Themen wie die fotografische Aufzeichnung des Lebens der Frauen in der Wüste und eine Fotoreportage über die Menschen des Flusstales Omo im Süden von Äthiopien.

## Ausstellungen
- 2014: Festival L’oeil en Seyne Villa Tamaris, La Seyne-sur-Mer
- 2014: Les maisons des Benchs, Galerie Pascal Lainé, Ménerbes, Frankreich
- 2012: De la Provence d'hier à l’Afrique immémoriale, Château de Gordes, Frankreich
- 2011: Donga Galerie DNR, L’Isle-sur-la-Sorgue, Frankreich
- 2011: Natural Fashion: Art & the Body, Florida Museum of Photographic Arts, Tampa, Florida, USA
- 2010/11: Marlborough Gallery, New York, USA
- 2010: Look Again, Marlborough Chelsea, New York, USA
- 2009/2010: Galerie Marlborough Monaco, Monte-Carlo, Monaco
- 2009: Les filles de Mirabai, Galerie de l’Etrave, Thonon-les-Bains, Frankreich
- 2009: Polka Galerie, Paris, Frankreich
- 2009: 4 regards sur l’Eau, mit Laurent Gayte, Jean-François Mutzig und Alain Gualina, in Gréoux-les-Bains, Frankreich
- 2008: Les peuples de l’Omo Bagiliba – 7-te afrikanische Festival, Callian, Fayence und Seillans, Frankreich
- 2008: Visa pour l’Image, Le Grand Rex, Paris, Frankreich
- 2008: The Angkor Photography Festival, Angkor, Kambodscha
- 2008: La Maison-près-Bastille, Paris, Frankreich
- 2007/2008: Tribus de l’Omo / Masques du Gabonau, Musée de l’Hôtel-Dieu Mantes-la-Jolie, Frankreich
- 2007/2008: Les filles de Mirabai, Château de la Tour-d’Aigues, Frankreich
- 2007: Les photographes professionnels au Salon de la Photo, Paris Expo, Paris, Frankreich
- 2007: Les peuples de l’Omo, Galerie de la rue Lafayette, La Gacilly, Frankreich
- 2007: 11ème festival de la photographie de voyage et d’aventures, Honfleur, Frankreich
- 2007: Hans Silvester, Photographies, Tour Philippe Le Bel, Villeneuve-lès-Avignon, Frankreich
- 2006: Festival International de la Photo Animalière et de Nature, Montier-en-Der, Frankreich
- 2006: Les tribus de l’Omo, Château-Musée  Boulogne-sur-Mer, Frankreich
- 2005: Hans Silvester, Photographies, Villa Tamaris Centre d'art, La Seyne-sur-Mer, Frankreich
- 2005: Alguien nos mira (fotografische Sammlung der FNAC), MuViM, Valencia, Spanien
- 2004/2005: Provence, hier, toujours, Maison René Char, L’Isle-sur-la-Sorgue, Frankreich
- 2004: Images entre histoire et poésie (fotografische Sammlung der FNAC), La Conciergerie, Paris, Frankreich

## Auszeichnungen
- 2012: Officier dans l’ordre national français des Arts et des Lettres.
- 2002: Preis für das schönste Buch des Jahres: L’eau, entre Ciel et Terre, Éditions de La Martinière, Paris.
- 1992 Preis für das schönste Buch des Jahres: Les peuples de l’Omo, Éditions de La Martinière, Paris.
- 1976: Aigle d’Or der Buchmesse Nizza
- 1975: Bronzemedaille auf der Buchmesse Leipzig

## Veröffentlichungen
- Derrière l’objectif de Hans Silvester. Éditions Hoëbeke, 2011, ISBN 978-2-84230-410-2.
- Tierproträts. Chevaux de Camargue. Éditions de La Martinière, 2011, ISBN 978-2-7324-4329-4.
- Tsiganes et gitans. Éditions de La Martinière, 2011, ISBN 978-2-7324-4512-0.
- Fenêtre sur l’Afrique. Éditions de La Martinière, 2010, ISBN 978-2-7324-4182-5.
- Un monde de chats. Éditions de La Martinière, 2010, ISBN 978-2-7324-4087-3.
- Les habits de la nature. [Fotofolge], Éditions de La Martinière, 2007, ISBN 978-2-7324-3668-5.
- Les peuples de l’Omo. [Fotofolge], Éditions de La Martinière, 2006, ISBN 978-2-7324-3444-5.
- C'était ailleurs. Éditions de La Martinière, 2006, ISBN 978-2-7324-3336-3.
- Un amour de chat. Éditions de La Martinière, 2006, ISBN 978-2-7324-3403-2.
- Les chats du soleil. Éditions de La Martinière, 2005, ISBN 978-2-7324-3228-1.
- Arbres : Histoires de paysages en Provence. Aubanel, 2004, ISBN 978-2-7006-0344-6.
- C’était hier. Vorwort von Claude Michelet und Text von Marc Dumas. Éditions de La Martinière, 2004, ISBN 978-2-7324-3141-3.
- Les écrits du vent. Éditions de La Martinière, 2003, ISBN 978-2-7324-2980-9.
- Chevaux de Camargue. Éditions de La Martinière, 2002, ISBN 978-2-7324-2873-4.
- Provence terre de lavande. Éditions de La Martinière, 2000, ISBN 978-2-7324-2097-4 und Aubanel, 2004 ISBN 978-2-7006-0333-0.
- Les chats. Éditions de La Martinière, 2000, ISBN 978-2-7324-2637-2.
- Das klassische Japan. Mit Shuichi Kato und Detlef Foljanty. 1996, ISBN 978-3-8923-4074-4.

### Artikel (Auswahl)
- Naturschutz: Wildnis in Andalusien. In: Geo-Magazin. Hamburg 1979, 12, S. 100–122. „Cota de Doñana“.   ISSN 0342-8311